# Unione Sportiva Arsenaltaranto 1948-1949
Questa voce raccoglie le informazioni riguardanti l'Unione Sportiva Arsenaltaranto nelle competizioni ufficiali della stagione 1948-1949.

## Rosa
| N. |                   | Ruolo | Calciatore          |
| -- | ----------------- | ----- | ------------------- |
|    | Italia (bandiera) | A     | Ennio Battistelli   |
|    | Italia (bandiera) | A     | Antonio Bellucco    |
|    | Italia (bandiera) | C     | Mario Bernardel     |
|    | Italia (bandiera) | P     | Roberto Bonafaccia  |
|    | Italia (bandiera) | D     | Angelo Canavesi     |
|    | Italia (bandiera) | A     | Vincenzo Castellano |
|    | Italia (bandiera) | A     | Eros Crosetto       |
|    | Italia (bandiera) | C     | Delio Di Clemente   |
|    | Italia (bandiera) | D     | Antonio De Vitis    |
|    | Italia (bandiera) | A     | Marino Di Fonte     |
|    | Italia (bandiera) | C     | Giacomo Fanelli     |
|    | Italia (bandiera) | P     | Mariano Faraone     |

| N. |                   | Ruolo | Calciatore         |
| -- | ----------------- | ----- | ------------------ |
|    | Italia (bandiera) | C     | Italo Gullo        |
|    | Italia (bandiera) | C     | Pantaleo Magurano  |
|    | Italia (bandiera) | D     | Orlando Marchioli  |
|    | Italia (bandiera) | A     | Vincenzo Margiotta |
|    | Italia (bandiera) | D     | Nicola Mignozzi    |
|    | Italia (bandiera) | C     | Francesco Petagna  |
|    | Italia (bandiera) | C     | Donato Raguso      |
|    | Italia (bandiera) | P     | Michele Tedeschi   |
|    | Italia (bandiera) | A     | Silvano Toncelli   |
|    | Italia (bandiera) | C     | Armindo Valente    |
|    | Italia (bandiera) | C     | Vincenzo Voccia    |

## Risultati

### Campionato

#### Girone di andata
| 19 settembre 1948 1ª giornata | Arsenaltaranto | 2 – 1 | Alessandria |  |

| 26 settembre 1948 2ª giornata | Arsenaltaranto | 2 – 3 | Como |  |

| 3 ottobre 1948 3ª giornata | Brescia | 3 – 0 | Arsenaltaranto |  |

| 10 ottobre 1948 4ª giornata | Verona | 3 – 1 | Arsenaltaranto |  |

| 17 ottobre 1948 5ª giornata | Arsenaltaranto | 1 – 1 | Pisa |  |

| 24 ottobre 1948 6ª giornata | Arsenaltaranto | 1 – 0 | Pescara |  |

| 31 ottobre 1948 7ª giornata | Venezia | 6 – 1 | Arsenaltaranto |  |

| 4 novembre 1948 8ª giornata | Spezia | 3 – 1 | Arsenaltaranto |  |

| 7 novembre 1948 9ª giornata | Arsenaltaranto | 6 – 0 | Siracusa |  |

| 14 novembre 1948 10ª giornata | Arsenaltaranto | 0 – 0 | Salernitana |  |

| 21 novembre 1948 11ª giornata | SPAL | 4 – 0 | Arsenaltaranto |  |

| 27 ottobre 1946 12ª giornata | Legnano | 0 – 0 | Arsenaltaranto |  |

| 5 dicembre 1948 13ª giornata | Arsenaltaranto | 1 – 0 | Reggiana |  |

| 30 dicembre 1948 14ª giornata | Arsenaltaranto | 1 – 0 | Empoli |  |

| 12 dicembre 1948 15ª giornata | Lecce | 1 – 0 | Arsenaltaranto |  |

| 19 dicembre 1948 16ª giornata | Arsenaltaranto | 0 – 2 | Cremonese |  |

| 26 dicembre 1948 17ª giornata | Arsenaltaranto | 1 – 0 | Parma |  |

| 2 gennaio 1949 18ª giornata | Seregno | 3 – 1 | Arsenaltaranto |  |

| 6 gennaio 1949 19ª giornata | Vicenza | 4 – 1 | Arsenaltaranto |  |

| 9 gennaio 1949 20ª giornata | Napoli | 3 – 2 | Arsenaltaranto |  |

| 16 gennaio 1949 21ª giornata | Arsenaltaranto | 3 – 0 | Pro Sesto |  |

#### Girone di ritorno
| 23 gennaio 1949 22ª giornata | Alessandria | 9 – 0 | Arsenaltaranto |  |

| 30 gennaio 1949 23ª giornata | Como | 2 – 0 | Arsenaltaranto |  |

| 6 febbraio 1949 24ª giornata | Arsenaltaranto | 3 – 1 | Brescia |  |

| 13 febbraio 1949 25ª giornata | Arsenaltaranto | 2 – 1 | Verona |  |

| 20 febbraio 1949 26ª giornata | Pisa | 1 – 0 | Arsenaltaranto |  |

| 6 marzo 1949 27ª giornata | Pescara | 2 – 1 | Arsenaltaranto |  |

| 13 marzo 1949 28ª giornata | Arsenaltaranto | 1 – 0 | Venezia |  |

| 20 marzo 1949 29ª giornata | Arsenaltaranto | 2 – 0 | Spezia |  |

| 3 aprile 1949 30ª giornata | Siracusa | 3 – 1 | Arsenaltaranto |  |

| 10 aprile 1949 31ª giornata | Salernitana | 2 – 1 | Arsenaltaranto |  |

| 17 aprile 1949 32ª giornata | Arsenaltaranto | 2 – 0 | SPAL |  |

| 24 aprile 1949 33ª giornata | Arsenaltaranto | 4 – 0 | Legnano |  |

| 1º maggio 1949 34ª giornata | Reggiana | 4 – 0 | Arsenaltaranto |  |

| 8 maggio 1949 35ª giornata | Empoli | 2 – 1 | Arsenaltaranto |  |

| 15 maggio 1949 36ª giornata | Arsenaltaranto | 2 – 1 | Lecce |  |

| 29 maggio 1949 37ª giornata | Cremonese | 1 – 1 | Arsenaltaranto |  |

| 5 giugno 1949 38ª giornata | Parma | 1 – 2 | Arsenaltaranto |  |

| 12 giugno 1949 39ª giornata | Arsenaltaranto | 3 – 2 | Seregno |  |

| 19 giugno 1949 40ª giornata | Arsenaltaranto | 2 – 0 | Vicenza |  |

| 26 giugno 1949 41ª giornata | Arsenaltaranto | 3 – 0 | Napoli |  |

| 3 luglio 1949 42ª giornata | Pro Sesto | 3 – 0 | Arsenaltaranto |  |